# Jean Servais
Jean Servais, född 24 september 1910 i Antwerpen, Belgien, död 17 februari 1976 i Paris, Frankrike, var en belgisk skådespelare, från 1930-talet verksam i Frankrike. Servais medverkade i ett åttiotal filmer och var kanske mest känd för sin huvudroll i filmen Rififi 1955.

## Filmografi, urval
- 1934 – Samhällets olycksbarn
- 1934 – Angèle
- 1949 – Minnenas strand
- 1952 – Kärlekens fröjder
- 1953 – Eskapad i Paris
- 1955 – De trötta hjältarna
- 1955 – Rififi
- 1957 – Han som måste dö
- 1958 – I denna natt
- 1961 – En fredag halv 12
- 1962 – Den längsta dagen
- 1962 – Synden straffar sig själv